# Yuri Kashkarov
Yuri Fiodorovich Kashkarov –en ruso, Юрий Фёдорович Кашкаров– (Janti-Mansisk, 4 de diciembre de 1963) es un deportista soviético que compitió en biatlón.
Participó en los Juegos Olímpicos de Sarajevo 1984, obteniendo una medalla de oro en la prueba por relevos. Ganó nueve medallas en el Campeonato Mundial de Biatlón entre los años 1983 y 1991.

## Palmarés internacional
| Juegos Olímpicos   | Juegos Olímpicos             | Juegos Olímpicos  | Juegos Olímpicos |
| Año                | Lugar                        | Medalla           | Prueba           |
| ------------------ | ---------------------------- | ----------------- | ---------------- |
| 1984               | Sarajevo (Yugoslavia)        | Medalla de oro    | Relevos          |
| Campeonato Mundial |                              |                   |                  |
| Año                | Lugar                        | Medalla           | Prueba           |
| 1983               | Antholz (Italia)             | Medalla de oro    | Relevos          |
| 1985               | Ruhpolding (RFA)             | Medalla de oro    | Individual       |
| 1985               | Ruhpolding (RFA)             | Medalla de oro    | Relevos          |
| 1986               | Oslo (Noruega)               | Medalla de oro    | Relevos          |
| 1987               | Lake Placid (Estados Unidos) | Medalla de plata  | Relevos          |
| 1989               | Feistritz (Austria)          | Medalla de oro    | Equipo           |
| 1989               | Feistritz (Austria)          | Medalla de plata  | Relevos          |
| 1989               | Feistritz (Austria)          | Medalla de bronce | Velocidad        |
| 1991               | Lahti (Finlandia)            | Medalla de plata  | Relevos          |